# FASTER
FASTER est un câble sous-marin de télécommunications transpacifique en fibre optique mis en service mi 2016. 
Un consortium de six partenaires dont Google, NEC, China Mobile International et China Telecom Global s'est lancé en 2014 dans la fabrication d'un système de câblage transocéanique qui a une longueur de 9000 kilomètres et relie la côte ouest des États-Unis (Los Angeles, San Francisco, Portland et Seattle) à Chikura et Shima, sur la côte est du Japon. 
Il a une longueur de 11 600 km et une capacité de 60 Tbit/s et pourra servir au-delà de l'archipel nippon, vers d'autres régions d'Asie. L'investissement total est estimé à environ 300 millions de dollars.